# ディズニー・アニマル・キングダム
ディズニー・アニマル・キングダム（英語:Disney's Animal kingdom、略称：DAK）は、アメリカ合衆国フロリダ州オーランドのウォルト・ディズニー・ワールド・リゾートにある4つのディズニーパークの内の1つである。

## 概要
1998年4月22日にウォルト・ディズニー・ワールド・リゾートで4番目のディズニーパークとして開園。シンボルはパークの中央に位置する巨大な樹「ツリー・オブ・ライフ」。本物の野生動物の暮らすジャングルやサバンナなどのエリアと各種アトラクションが混在する非常にユニークなテーマパークである。
世界中のディズニーパークの中で最大の敷地面積（2km2）を誇る。パークの中央には大きな「ツリー・オブ・ライフ」のある島があり、その周りを取り囲むように水路があり、一部が広くて湖のようになっている。その外側の陸地部分からは島に対して5本の橋がかかる構造となっている。
飼育している生物の種類は250種1000匹以上に及ぶ。

## エリアとアトラクション
園内は7つの「テーマエリア」に分かれている。

### オアシス
パーク全体のエントランスからディスカバリー・アイランドへと繋がる、熱帯雨林をモデルにした遊歩道のようなエリア。オオアリクイやバビルサなどが観察できる。

### ディスカバリー・アイランド

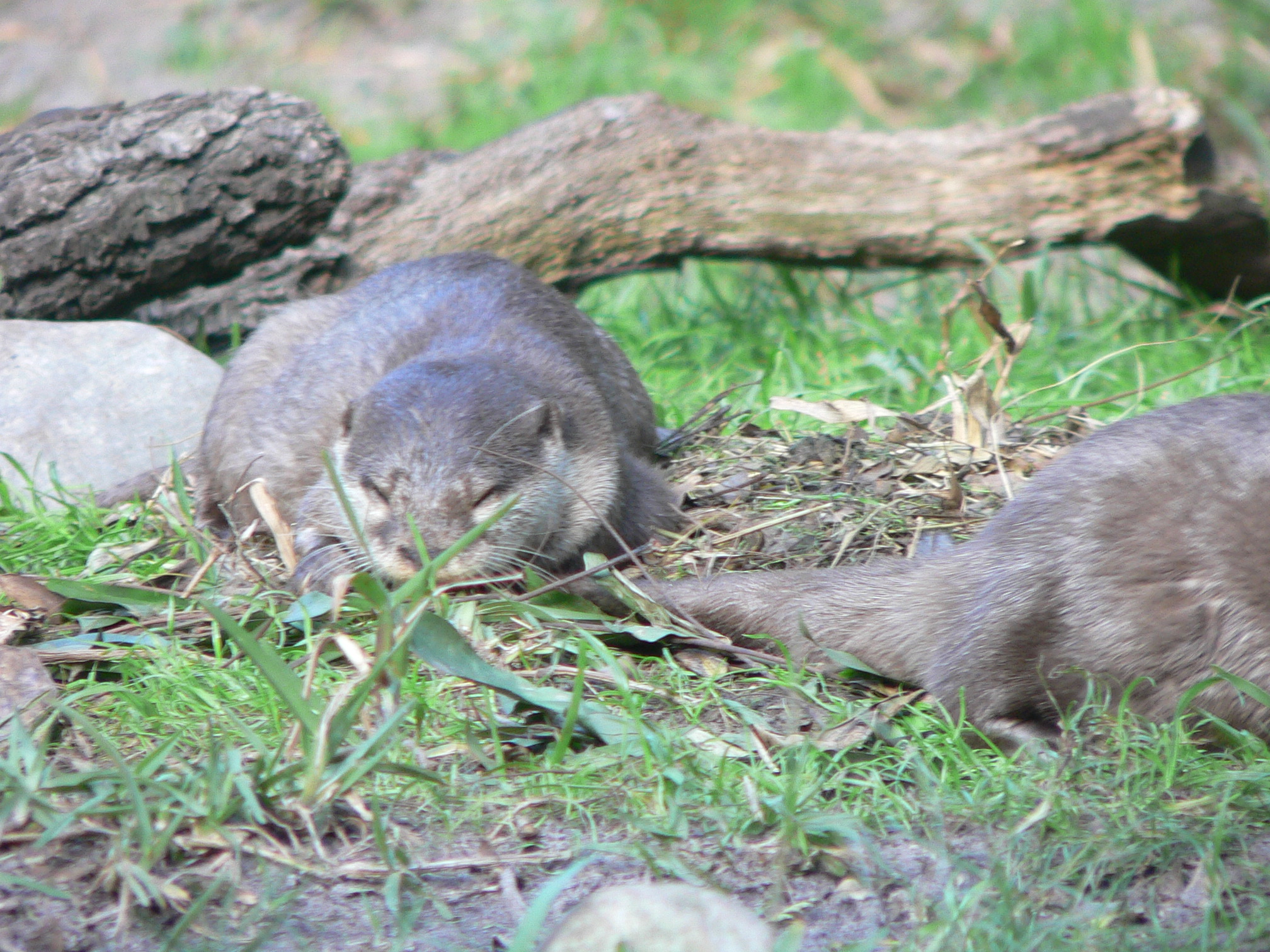
ディスカバリー・アイランド・トレイルにいるコツメカワウソ

パークの中央、湖と水路に囲まれた島状のテーマランド。中央には巨大な樹「ツリー・オブ・ライフ」が聳える。「ラフィキズ・プラネット・ウォッチ」以外の全てのテーマエリアと橋などで繋がっている。カンガルーやフラミンゴなどの動物や鳥が見られるほか、映画「バグズ・ライフ」をテーマにしたアトラクションなどもあった。

### パンドラ：ザ・ワールド・オブ・アバター
映画「アバター」の舞台である惑星パンドラをテーマにしたエリア。パンドラの独特な地形、自然、生き物との世界を体験することが出来る。

### アフリカ
アフリカをモデルにしたエリア。東アフリカの「ハランベ」という名の架空の村を舞台としている。キリマンジャロ・サファリではライオンやアフリカゾウ、キリンやサイといった動物をジープに乗って観察できる。また、ゴリラやカバといった動物を観察できる。

### ラフィキズ・プラネット・ウォッチ
小動物と実際に触れ合うことのできるテーマエリア。園内を走っている列車でのみアクセス可能。「ラフィキ」は映画「ライオン・キング」に登場する猿（マンドリル）のキャラクターの名称。
- ワイルドライフ・エクスプレス・トレイン（Wildlife Express Train）
- ハビット・ハビット！（Habitat Habit!）
- アフェクション・セクション（Affection Section）
- コンサベーション・ステーション（Conservation Station）

### アジア
アジアの大自然をテーマにしたテーマエリア。「アナンダプール」という架空の王国を舞台としている。トレイルでは、トラやコモドドラゴンなどを見ることができる。また、パーク最速のコースター「エクスペディション・エベレスト」や、激流下りのアトラクション「カリ・リバー・ラピッド」などの絶叫アトラクションもある。

### ディノランドUSA
恐竜をテーマにしたテーマエリア。恐竜をモチーフにした各種アトラクションや、化石などの展示を見ることができる。映画「ファインディング・ニモ」をモチーフにしたミュージカルもここで上映されている。

## 過去の計画と今後の計画
- 当初の計画ではドラゴンやユニコーンなど伝説の動物をテーマにしたエリア、「ビーストリー・キングダム（Beastly Kingdom）」を現在の「パンドラ：ワールド・オブ・アバター（以前はキャンプ・ミニー・ミッキー）」の位置に作る予定だった[2]。計画では映画「ファンタジア」をテーマにしたボートライド[3]や、ユニコーンをテーマにしたウォークスルータイプのアトラクション、そして火を噴くドラゴンをテーマにしたローラーコースタータイプのアトラクション[4]が予定されていた。しかし、予算オーバーにより計画は断念、計画に当たっていたスタッフは企画をユニバーサル・スタジオに持ち込み、アイランズ・オブ・アドベンチャーのアトラクションにそのアイデアが利用されている。
- 2022年9月11日のD23 ExpoでディノランドUSAのテーマ変更を含めた開発計画が初期段階ではあるが存在すると発表[5]。アイデアの一つとしては映画「モアナと伝説の海」や「ズートピア」も候補であると語った。翌年9月9日のDestination D23ではディノランドUSAのリニューアルを南米から中米の「熱帯アメリカ」をテーマとして計画中であると発表。アトラクションの計画の一つとして映画「インディ・ジョーンズ」シリーズや映画「ミラベルと魔法だらけの家」などが候補であると発表[6]。2024年8月10日に開催されたD23で、正式にディノランドUSAのリニューアルを発表。エリアの街の名前はスペイン語で「希望の街」を意味する「プエブロ・エスペランザ（Pueblo Esperanza）」となることを発表。アトラクションとしてはディズニーランドや東京ディズニーシーとストーリーなどが異なるマヤ文明の神殿を舞台とするインディ・ジョーンズをテーマにしたライドや、映画「ミラベルと魔法だらけの家」をテーマにしたライド、カルーセルなどが建設される予定で、2024年秋にディノランドUSAをクローズし、2027年にオープン予定と発表[7]。
- 映画「ズートピア」をテーマにしたショーをイッツ・タフ・トゥー・ビー・ア・バグをリニューアルする形で開発中と発表[8]。2024年8月10日のD23で、正式に新アトラクション名は「ズートピア：ベター・ズーギャザー！（Zootopia: Better Zoogether!）」になると発表。オープン予定は2025年の冬の予定[9]。